# Содус-Пойнт (Нью-Йорк)
Содус-Пойнт (англ. Sodus Point) — селище (англ. village) в США, в окрузі Вейн штату Нью-Йорк. Населення — 822 особи (2020).

## Географія
Содус-Пойнт розташований за координатами 43°15′52″ пн. ш. 76°59′45″ зх. д. / 43.26444° пн. ш. 76.99583° зх. д. (43.264500, -76.995962).  За даними Бюро перепису населення США в 2010 році селище мало площу 3,82 км², з яких 3,80 км² — суходіл та 0,02 км² — водойми.

## Демографія
Згідно з переписом 2010 року, у селищі мешкало 900 осіб у 425 домогосподарствах у складі 258 родин. Густота населення становила 236 осіб/км².  Було 754 помешкання (198/км²).
Расовий склад населення:
| - 93,0 % — білих - 3,0 % — чорних або афроамериканців - 0,3 % — азіатів - 0,1 % — вихідців з тихоокеанських островів - 1,0 % — осіб інших рас |

До двох чи більше рас належало 2,6 %. Частка іспаномовних становила 3,3 % від усіх жителів.
За віковим діапазоном населення розподілялося таким чином: 15,2 % — особи молодші 18 років, 65,2 % — особи у віці 18—64 років, 19,6 % — особи у віці 65 років та старші. Медіана віку мешканця становила 51,8 року. На 100 осіб жіночої статі у селищі припадало 105,0 чоловіків;  на 100 жінок у віці від 18 років та старших — 105,1 чоловіків також старших 18 років.
Середній дохід на одне домашнє господарство  становив 67 437 доларів США (медіана — 51 000), а середній дохід на одну сім'ю — 73 485 доларів (медіана — 56 250). Медіана доходів становила 49 844 долари для чоловіків та 30 662 долари для жінок. За межею бідності перебувало 17,0 % осіб, у тому числі 31,9 % дітей у віці до 18 років та 7,1 % осіб у віці 65 років та старших.
Цивільне працевлаштоване населення становило 426 осіб. Основні галузі зайнятості: освіта, охорона здоров'я та соціальна допомога — 28,4 %, роздрібна торгівля — 16,7 %, транспорт — 10,3 %, виробництво — 10,1 %.